# Tephronia praerecta
Tephronia praerecta är en fjärilsart som beskrevs av Eugen Wehrli 1933. Tephronia praerecta ingår i släktet Tephronia och familjen mätare. Inga underarter finns listade i Catalogue of Life.